# Болва
Болва́ (Больва, устар. Обо́лва, Аболва, Оболвь) — река в Калужской и Брянской областях России, левый приток Десны.

## География и гидрология

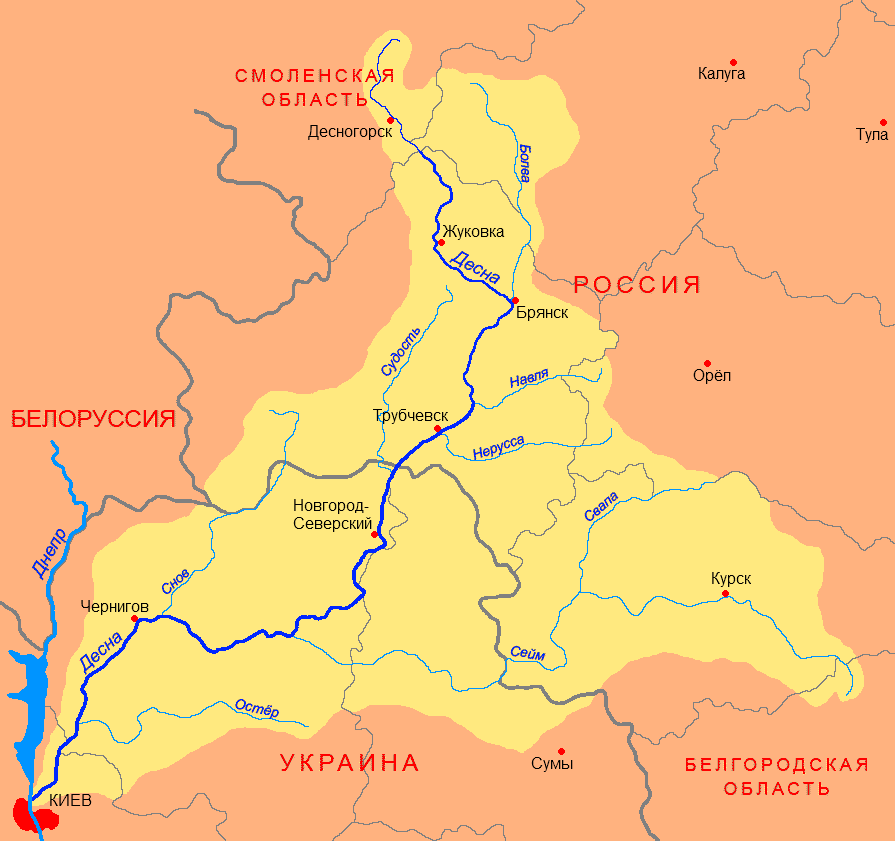
Бассейн Десны

Длина реки — 213 км, площадь водосборного бассейна — 4340 км², средний расход воды в устье — 22 м³/с.
Исток Болвы расположен близ деревни Болва, недалеко от города Спас-Деменск Калужской области, на южных склонах Смоленской возвышенности. Протекает преимущественно в южном направлении. Основные притоки — Ковылинка, Дегна, Неручь (с притоком Ужать), Неполоть, Радица (левые); Песочня, Колчинка, Верещевка (правые).
В нижнем течении Болва практически не имеет правых притоков; ввиду строения рельефа практически всё правобережье Болвы в пределах Брянской области относится к бассейну Ветьмы.
Во время весеннего паводка для нижнего течения Болвы характерно значительное (до 7—8 м) повышение уровня, в связи с чем её пойма простирается в ширину до 1 км. Практически ежегодно подвергается кратковременному затоплению территория пгт Радица-Крыловка; население бывает вынуждено передвигаться по посёлку на лодках.
На реке расположены города Спас-Деменск, Киров, Людиново, Фокино, Дятьково. Впадает в Десну в черте города Брянска.

## История
В XIX веке река Болва была судоходной от Сукремльского завода до её впадения в Десну, во время весеннего половодья.

Судоходство бывает только сплавное; для взводки судов бичевника нет. По Болве плавают байдаки, поднимающие груза от 4000—7000 пудов. Для управления байдаком употребляются 12 человек, в том числе и рулевой. Сплав плотов с грузом от Сукремльского завода производится и в мелководье. Плоты составляются из 25-ти и более бревен, называемых плёнками. При заводах плоты составляются из двух плёнок, что называется кругом, им управляет один человек; на круг нагружается от 300 до 500 пудов. На реке Десне круг составляется уже из 6 плёнок по два в ряд и управляется двумя рабочими. В судовщики на байдаки и в рабочие на плоты нанимаются жители прибрежных селений. Байдаки от Сукремльского завода прибывают в Екатеринослав в 5 и 6 недель, а иногда при благоприятных условиях в один месяц; сплав леса в Киев производится в 3 месяца.

Для увеличения сроков судоходства промышленником С. И. Мальцовым были построены гидротехнические сооружения на реке. При помощи шлюзов и плотин на протяжении реки Болвы были устроены запруды и водохранилища. Это позволило получить дешёвые водяные двигатели. Также во время мелководья, которое препятствовало спуску барок с заводскими изделиями, часть воды сбрасывалось из прудов, поднимая уровень воды в реке до необходимой глубины. С пуском в 1877 году Мальцовской железной дороги сплавное судоходство по реке Болве прекратилось.